# سونج (سروستان)
سونج (بالفارسية: سونج) هي قرية تقع في إيران في Sarvestan Rural District. يقدر عدد سكانها بـ 113 نسمة بحسب إحصاء 2016.